# Amphiblestrum alcimum
Amphiblestrum alcimum är en mossdjursart som beskrevs av Gordon 1984. Amphiblestrum alcimum ingår i släktet Amphiblestrum och familjen Calloporidae. Inga underarter finns listade i Catalogue of Life.